# Guglielmo Bravo
Guglielmo Bravo (Verona, 22 gennaio 1896 – Hersbruck, 23 novembre 1944) è stato un imprenditore, esponente della Resistenza italiano.

## Biografia
Nel 1920, impiegato postale a Verona, comincia a svolgere attività politica come componente di un gruppo comune di militanti libertari e comunisti. Costituisce insieme a Giovanni Domaschi un gruppo operaio comunista nel quartiere di Veronetta. Il 5 marzo 1920, nel corso di un pubblico comizio a San Michele Extra, prende la parola “facendo l'esposizione del programma comunista”.
Nel 1922 è tra gli animatori del comitato pro vittime politiche che fornisce sostegno materiale ai compagni detenuti.
Nel 1926 è arrestato in seguito alle operazioni di polizia scattate in tutta Italia dopo l'attentato a Mussolini avvenuto a Bologna il 31 ottobre 1926 ed è condannato a cinque anni di confino.
Detenuto nel carcere degli Scalzi di Verona è trasferito il 24 novembre 1926 all'isola di Favignana, all'estremo ovest della Sicilia, dove si farà raggiungere dalla moglie. Nell'aprile 1927 è trasferito all'isola di Lipari, ritenuta più sicura perché più distante dalle coste africane.
Nel dicembre 1927 è arrestato e detenuto nelle carceri di Siracusa assieme ad altri 40 confinati con l'accusa di ricostituzione del partito comunista. Prosciolto in istruttoria dal Tribunale speciale per la difesa dello Stato (1926-1943), è scarcerato e tradotto a Ponza nell'agosto 1928. In seguito al ripetuto invio di ricorsi nei quali dichiara di non dedicarsi più ad alcuna attività politica e di essersi allontanato dal partito comunista, gli è concessa una riduzione del confino da cinque a tre anni. Liberato per fine periodo nel novembre 1929 è radiato dallo schedario dei sovversivi nel 1939 avendo dato, secondo i funzionari di polizia, “segni di ravvedimento”.
Rientrato a Verona, impianta una piccola fabbrica di calze nel quartiere di Borgo Milano.
Riprende l'attività politica dopo l'armistizio del settembre 1943 partecipando a Verona ad un gruppo di stampa e propaganda antifascista. Diviene poi collaboratore e sovvenzionatore del CLN provinciale di Verona coordinato dal professor Francesco Viviani (del Partito d'Azione) e composto dall'avvocato Giuseppe Pollorini (liberale), Giuseppe Deambrogi (comunista), Giuseppe Marconcini e Angelo Butturini (socialisti), Giovanni Domaschi (anarchico) e il professore Vittore Bocchetta (indipendente). Consiglieri militari sono il tenente colonnello Paolo Rossi, il maggiore Arturo Zenorini e il maresciallo Mario Ardu.
Quasi tutti i componenti del gruppo sono arrestati dai fascisti nella prima metà di luglio del 1944.
Detenuto nelle casermette di Montorio Veronese è interrogato e torturato dai fascisti per poi essere consegnato ai tedeschi e trasferito prima nel carcere degli Scalzi e poi nelle celle ricavate nei sotterranei del palazzo dell'INA diventato sede del SD (il servizio segreto delle SS).
Insieme agli altri componenti del CLN veronese è trasferito al campo di transito di Bolzano il 25 agosto 1944 e detenuto nel blocco E, recintato col filo spinato perché riservato ai prigionieri politici considerati più pericolosi.
Segue la deportazione in Germania con gli altri componenti del suo gruppo il 5 settembre 1944 con il cosiddetto Trasporto 81, un convoglio ferroviario di carri bestiame che trasporta 433 prigionieri, tra i quali Teresio Olivelli, Odoardo Focherini e il fratello di Sandro Pertini, Eugenio. 
È immatricolato il 7 settembre 1944 nel campo di Flossenbürg con il triangolo rosso ed il numero 21671.
Il 30 settembre 1944, terminato il periodo di quarantena, è destinato al sottocampo di Hersbruck. Morirà nel novembre successivo nell'infermeria di quel campo, tra le braccia del compagno del CLN veronese Vittore Bocchetta.
A Guglielmo Bravo è stata intitolata a Verona una via nel quartiere di Borgo Milano, dove si trovava la sua fabbrica.